# Stefán Einarsson
Stefán Einarsson (* 9. Juni 1897 in Höskuldsstaðir, Breiðdalur; † 9. April 1972 in Reykjavík) war ein isländischer Philologe.

## Leben
Stefán war der Sohn eines Bauern. Er studierte in Reykjavík, Helsinki und Oslo und kam 1927 als wissenschaftlicher Mitarbeiter an die Johns Hopkins University nach Baltimore. Dort wurde er 1945 zum Professor für skandinavische Philologie ernannt. 1962 kehrte er nach Island zurück, wo er bis zu seinem Tod in Reykjavík lebte.
Stefán verfasste mehrere Bücher, darunter ein Lehrbuch der isländischen Sprache und zwei englischsprachige Werke über die isländische Literaturgeschichte. Außerdem gab er Werke isländischer Schriftsteller sowie Anthologien heraus.
1939 erhielt er das Ritterkreuz des isländischen Falkenordens. 1954 wurde er zum Mitglied der American Philosophical Society gewählt.

## Schriften (Auswahl)
- Icelandic: grammar, texts, glossary (1945)
- History of Icelandic prose writers (1948)
- A History of Icelandic Literature (1957)